# Easy Company
La Easy Company était la 2e compagnie du 2e bataillon du 506e Régiment d'infanterie parachutée de la 101e Division aéroportée américaine. S'illustrant dans tous les combats qu'elle a menés de la Normandie jusqu'en Autriche au cours de la Seconde Guerre mondiale, elle a été rendue mondialement célèbre grâce à la série Band of brothers produite par Steven Spielberg et Tom Hanks et tirée du livre du même nom de Stephen Ambrose.

## Histoire

### Création

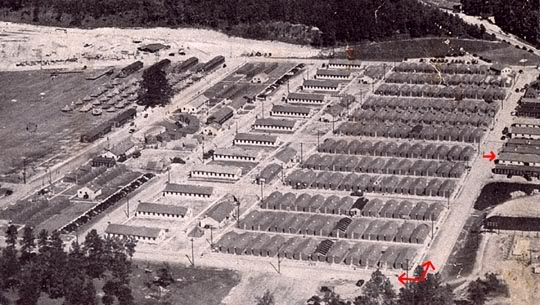
Vue du camp de Toccoa.

L'unité voit le jour en 1942 lors de la création du 506e Régiment d'infanterie parachutée (506th PIR) au Camp Toccoa en Géorgie. Comme tous les régiments de parachutistes créés spécialement en vue de la future libération de l'Europe, le 506th PIR est composé de trois bataillons comprenant chacun trois compagnies : Able, Baker et Charlie pour le 1er bataillon, Dog, Easy et Fox pour le second et Georges, How et Ike pour le troisième. La Easy Company comprenait trois sections de fusiliers et une section de commandement. Chaque section de combat était composée de trois groupes, d'une équipe de mitrailleuse et d'une équipe de mortier. 
La formation au combat, déjà ardue pour toute unité parachutiste, fut particulièrement éprouvante pour la Easy Company qui fit les frais de l'extrême rigueur de son premier commandant, le capitaine Herbert Sobel. L'un des exercices les plus courants était l'ascension de Currahee, montagne dominant le camp d'entraînement du 506th PIR et dont les hommes ont fait la devise du régiment. Excellent gestionnaire et formateur, Herbert Sobel est cependant décrié pour ses carences au combat et ses méthodes dures. Certains vétérans de la compagnie ainsi que des historiens ont plus tard évoqué le fait que la forte cohésion ayant animé la Easy pendant toute la guerre a été initiée par le besoin de ses hommes de s'unir face à Sobel.
À la suite de son instruction au combat d'infanterie à Toccoa, le 506th PIR est envoyé à Fort Benning afin d'y être formé au parachutisme. Une fois leurs badges de parachutistes obtenus et après une formation complémentaire au combat à Camp Mackall en Caroline du Nord, les hommes sont envoyés en Angleterre où ils procèdent à des manœuvres de combat et de saut dans l'attente de leur projection derrière les lignes allemandes. Au cours de ces exercices, Herbert Sobel fait à plusieurs reprises la démonstration de ses difficultés au combat ce qui inquiète bon nombre de ses hommes. La fronde menée par plusieurs sous-officiers de la compagnie, dont Carwood Lipton et Bill Guarnere, contraint le colonel Robert Sink, commandant du régiment, à réagir. Herbert Sobel est muté dans une école de parachutistes et remplacé à la tête de la Easy Company par le premier-lieutenant Thomas Meehan.

### Bataille de Normandie

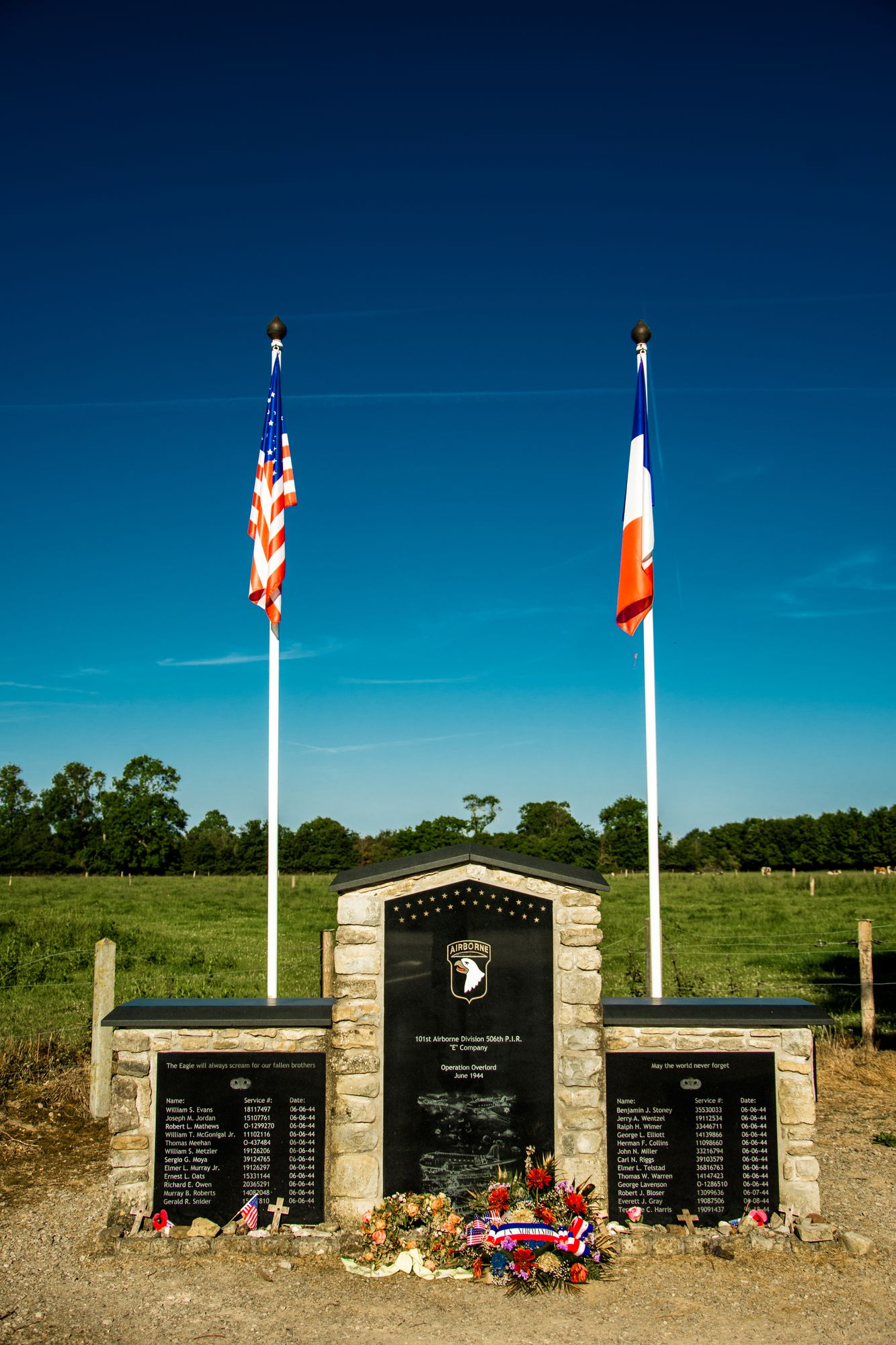
Monument à la Easy Company à proximité du manoir de Brécourt.

Dans le cadre général de l'Opération Overlord, l'opération Albany consiste à parachuter la 101e Airborne dans les terres en arrière d'Utah Beach et d'y préparer le terrain pour les troupes participant à l'assaut amphibie. Dans la nuit du 5 au 6 juin, les hommes du 506th PIR prennent place à bord de Douglas C-47 Skytrain et décollent de la base aérienne d'Upoterry avant d'être largués sur le Cotentin. Subissant de nombreux tirs de la Flak, plusieurs appareils sont détruits avant même que les parachutistes n'aient le temps de sauter. C'est le cas notamment de l'avion du lieutenant Meehan qui est tué lors du crash. Comme toutes les troupes aéroportées cette nuit-là, le 506th PIR peine à rassembler ses troupes éparpillées sur des zones de saut non prévues. Ce n'est qu'au matin que la Easy compagnie se rassemble avec les hommes ayant survécu au parachutage. Prenant connaissance de la mort du lieutenant Meehan, le premier-lieutenant Dick Winters, plus haut gradé restant, devient de facto le nouveau commandant de la compagnie.

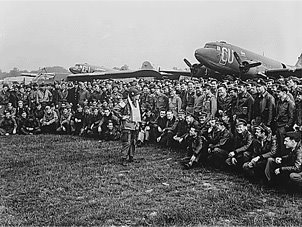
La Easy Company attendant l'embarquement le 5 juin 1944.

L'unité peut alors commencer réellement sa mission consistant à sécuriser les abords de la Causeway 2, voie devant être empruntée par les troupes débarquée sur Utah Beach en direction de l'intérieur des terres. Dans le cadre de cette mission, Dick Winters mène personnellement l'assaut contre le manoir de Brécourt à proximité duquel quatre canons de 105mm pilonnaient les soldats d'Utah Beach. En compagnie notamment de Buck Compton, Bill Guarnere et Donald Malarkey, il parvient à neutraliser la batterie allemande. L'efficacité de la tactique d'assaut conçue par Dick Winters pour la prise des canons de Brécourt a valu à celle-ci d'être adoptée par l'académie militaire de West Point pour la formation des officiers de l'US Army. En outre, à la suite de cette action, le lieutenant Winters est décoré de la Distinguished Service Cross, Buck Compton et Bill Guarnere de la Silver Star, Carwood Lipton, Donald Malarkey, Joe Toye, Popeye Wynn et d'autres soldats de la Bronze Star.
La Easy Company participe ensuite à la libération de Carentan, ville hautement stratégique puisqu'elle permet la jonction entre Utah Beach et Omaha Beach. Au cours de cette bataille particulièrement éprouvante pour bon nombre d'hommes, Dick Winters est blessé à la jambe par un fragment de balle et Carwood Lipton au visage et à l'entrejambe par des éclats d'obus. Les troupes au sol du débarquement de Normandie ayant solidement fixé leur tête de pont, la mission des troupes aéroportées est remplie et le 506th PIR est renvoyé en Angleterre pour une période de repos et d'entraînement. La bataille de Normandie lui a coûté 41 blessés et 24 tués dont 17 l'ont été en même temps lors du crash de l'avion du lieutenant Meehan.

### OpérationMarket Garden

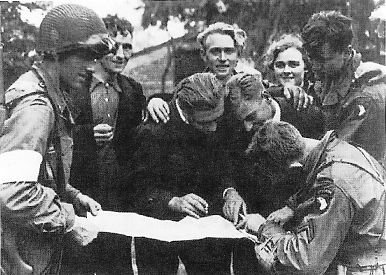
Membre de la Easy Company avec les résistants hollandais lors de l'opération Market Garden.

Les 82e et 101e divisions aéroportées sont désignées pour participer à l'opération Market Garden. Celle-ci, sous commandement britannique, a pour but de s'emparer des ponts traversant les fleuves des Pays-Bas afin de contourner la ligne Siegfried et pénétrer plus rapidement en Allemagne. Les parachutistes américains sont chargés de sécuriser les ponts et les routes afin de faciliter le passage des colonnes blindées britanniques. Le 17 septembre 1944, en plein jour, la Easy Company atterri à proximité du village de Son dans lequel elle est prise à partie par des troupes allemandes qui détruisent le pont de la commune. Après le retrait des Allemands et la construction d'un passage par les hommes du génie, la compagnie avance vers Eindhoven déjà libérée par la résistance et où la population l'accueille en liesse. Le 19 septembre, les hommes de la Easy rencontrent une forte résistance dans la ville de Nuenen. Subissant de lourdes pertes, elle est contrainte de se replier. L'un des piliers de la compagnie, le sergent Bull Randleman, est blessé et doit se cacher pendant plusieurs jours en plein milieu des lignes ennemies avant que les Allemands se retirent et que l'unité le retrouve. Par la suite, le 506th PIR avance jusqu'à Nimègue où les deux divisions aéroportées font leur jonction.
Le 5 octobre, après qu'une patrouille a été attaquée à proximité de la position de la compagnie, Dick Winters mène avec succès une attaque contre un carrefour sur lequel s'était retranché une unité allemande supérieure en nombre. Capitaine depuis la Normandie, Winters est appelé à devenir commandant en second du 2e bataillon du régiment. Le commandement de la Easy revient alors au premier-lieutenant Moose Heyliger. Sous la direction de ce dernier, dans la nuit du 22 au 23 octobre, les hommes de la compagnie s'illustrent en participant au sauvetage d'une centaine de soldats britanniques piégés dans le secteur d'Arnhem. Traversant le fleuve les séparant des Allemands, les hommes s'enfoncent de plus de 500 mètres dans les lignes ennemies afin de récupérer les soldats encerclés, puis parviennent à les évacuer malgré les tirs de mitrailleuses et de mortiers de l'adversaire. Quelques jours plus tard, le lieutenant Heyliger est accidentellement blessé par une sentinelle américaine et doit céder son commandement au premier-lieutenant Norman Dike. À la suite de l'échec de l'opération Market Garden, la Easy Company quitte les Pays-Bas avec neuf morts et une quarantaine de blessés et part se reposer et se reconstituer à Mourmelon.

### Bataille des Ardennes

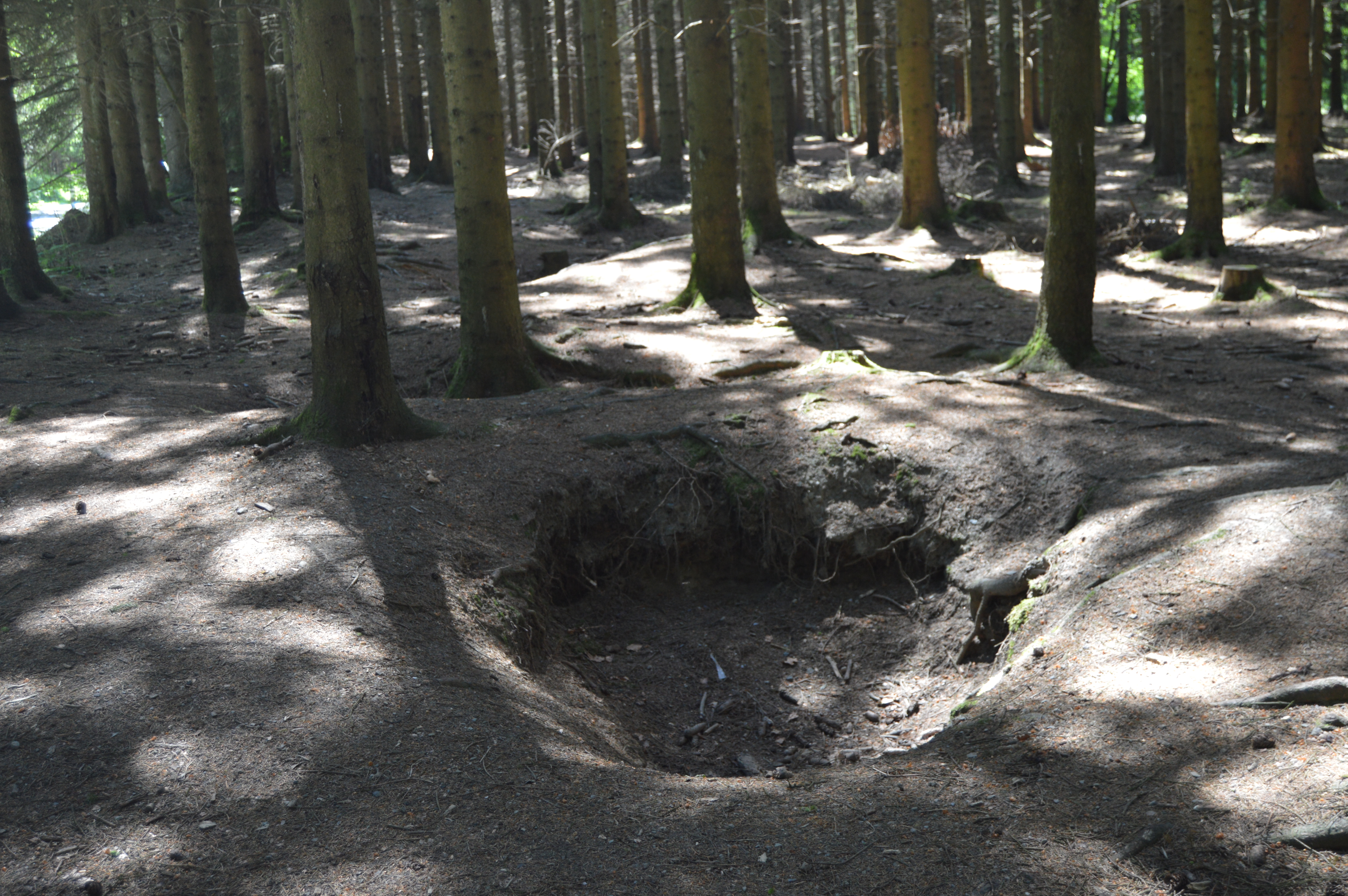
Vestige de trou de combat encore visible de nos jours dans le Bois-Jacques.

Au cours de son repos à Mourmelon, la 101e Airborne apprend l'offensive lancée en Ardenne par les Allemands. Envoyés à Bastogne en décembre 1944 avec pour mission de tenir les carrefours importants, le 506th PIR se retrouve bientôt encerclé par l'ennemi. Dans des conditions extrêmement difficiles causées par l'hiver particulièrement rigoureux et les incessants pilonnages de l'artillerie ennemie, les parachutistes parviennent a tenir leurs positions autour de Bastogne. Après une courte période de repos dans la ville, la Easy Company prend le contrôle du Bois-Jacques, au nord de Bastogne, entre le 1er et le 13 janvier 1945. La compagnie subit à nouveau de lourds tirs d'artillerie et voit nombre de ses soldats tués ou blessés, notamment Bill Guarnere et Joe Toye qui perdent chacun une jambe et doivent être évacués. Buck Compton, non blessé mais extrêmement fatigué, est traumatisé à la vue de ses amis Bill et Joe blessés et doit également quitter la compagnie. 
Le 506th PIR ayant reçu du quartier général de la division l'ordre de s'emparer du village de Foy situé en contrebas du Bois-Jacques, c'est la Easy Company qui est désignée pour mener l'assaut. Au cours de l'avancée de la compagnie, le lieutenant Norman Dike perd le contact avec ses sections et stoppe la progression en plein milieu du découvert séparant le bois du village. Pris de panique, Dike se révèle incapable de suivre les ordres transmis à la radio par Winters qui lui dit de faire avancer les troupes pour ne pas rester immobile sous le feu ennemi. Winters relève alors Dike de ses fonctions et envoie à sa place le premier-lieutenant Ronald Speirs qui prend la direction de l'assaut et le mène avec succès. Fort de cette victoire et du prestige dont il jouit au sein du régiment, Speirs est par la suite confirmé à son poste de commandant de la Easy Company et restera à sa tête pour le reste de la guerre. L'offensive des Ardennes étant brisée, les hommes du 506th PIR sont déplacés en France en février, laissant 15 morts et 82 blessés.

### Occupation en Allemagne et en Autriche

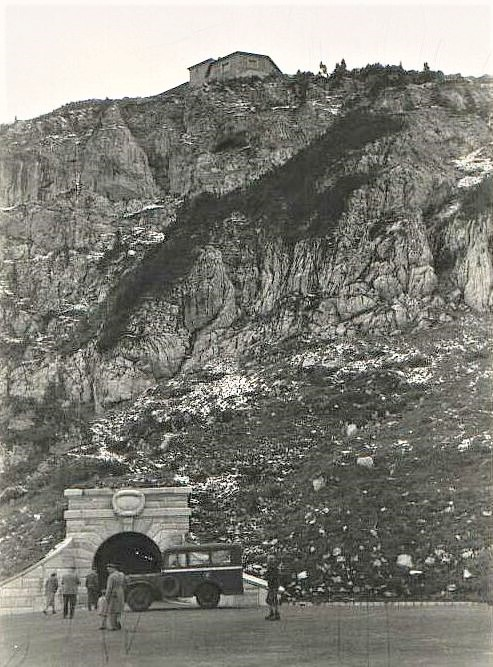
Le nid d'aigle d'Hitler en 1945.

Après un séjour à Haguenau durant lequel Dick Winters est promu major et prend le commandement du 2e bataillon, la Easy Company retrouve les premières lignes au mois d'avril 1945 et fait son entrée en Allemagne où elle participe dans un premier temps à la réduction de la poche de la Ruhr puis avance en Bavière. Le 28 avril, alors que la compagnie et le régiment se postent à Landsberg am Lech, des hommes de la 12e division blindée basée à proximité découvre un camp de concentration, annexe de celui de Dachau,. Déserté par les gardes SS, le camp est libéré par le 506th PIR et la 12e division blindée. Sur les ordres du général Taylor, commandant la 101e division, les hommes du 506th PIR mobilisent et encadrent les habitants de Landsberg pour le nettoyage du camp. Poursuivant son chemin en Bavière, le régiment parvient à Berchtesgaden et la Easy Company est autorisé à gravir l'Obersalzberg en vue de s'emparer du nid d'aigle d'Hitler. À l'instar de la 2e division blindée française et de la 3e division d'infanterie américaine, la Easy Company revendique le fait d'être la première unité à atteindre la position. Quoi qu'il en soit, c'est dans les murs du nid d'aigle que, le 8 mai 1945, le major Winters annonce la reddition de l'armée allemande aux officiers de la compagnie. 
La fin des hostilités en Europe ne signifie cependant pas le retour au pays. En effet, le 506th PIR est désigné pour faire partie des troupes d'occupation en Autriche. Installé à Zell am See, le régiment bénéficie de repos et s'entraîne en vue d'un éventuel engagement sur le front du Pacifique. Malgré l'absence d'ennemi, la Easy Company déplore au cours de cette période ses dernières victimes du fait d'accidents. C'est ainsi que le sergent Grant, un des cadres de la compagnie, est gravement blessé par un soldat éméché provenant d'un autre régiment. Le 14 août 1945, l'annonce de la capitulation du Japon signifie la fin totale de la guerre.

### Après-guerre
Envoyée en France, la Easy Company est démobilisée à Auxerre en novembre 1945 et réactivée en 1954 en tant qu'unité d'instruction avant de disparaître à nouveau. De nos jours, compte tenu des restructurations des unités de l'armée américaine, l'héritage de l'unité est officiellement en sommeil. Cependant, le 2e bataillon de l'actuel 506e PIR entretient les traditions de la Easy Company de manière officieuse.

## Composition

### Chef de Corps

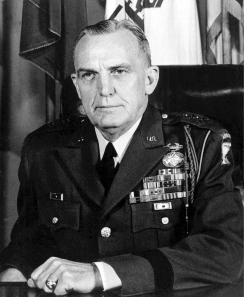
Col Robert Sink.

### Commandants de Compagnie

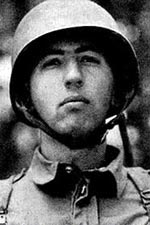
Cpt Herbert Sobel.
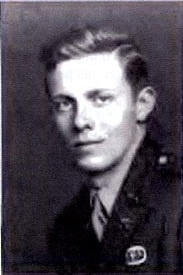
1stLt Thomas Meehan († D-Day).
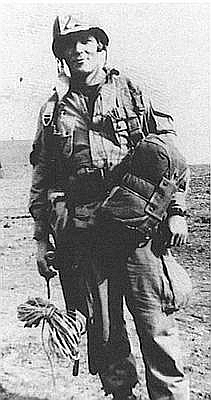
Mjr Richard Winters.
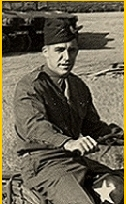
Cpt Frederick Heyliger.
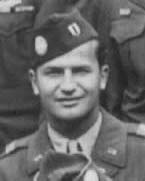
Cpt Ronald Speirs.

- 1stLt Norman Dike[11]

### Officiers

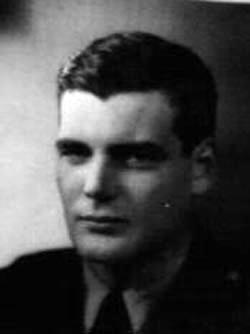
Cpt Lewis Nixon.
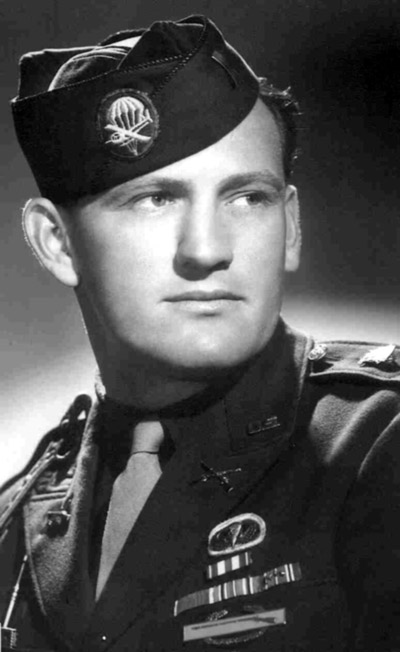
1stLt Lynn "Buck" Compton.
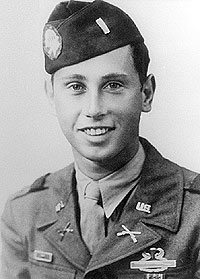
1stLt Jack Foley.
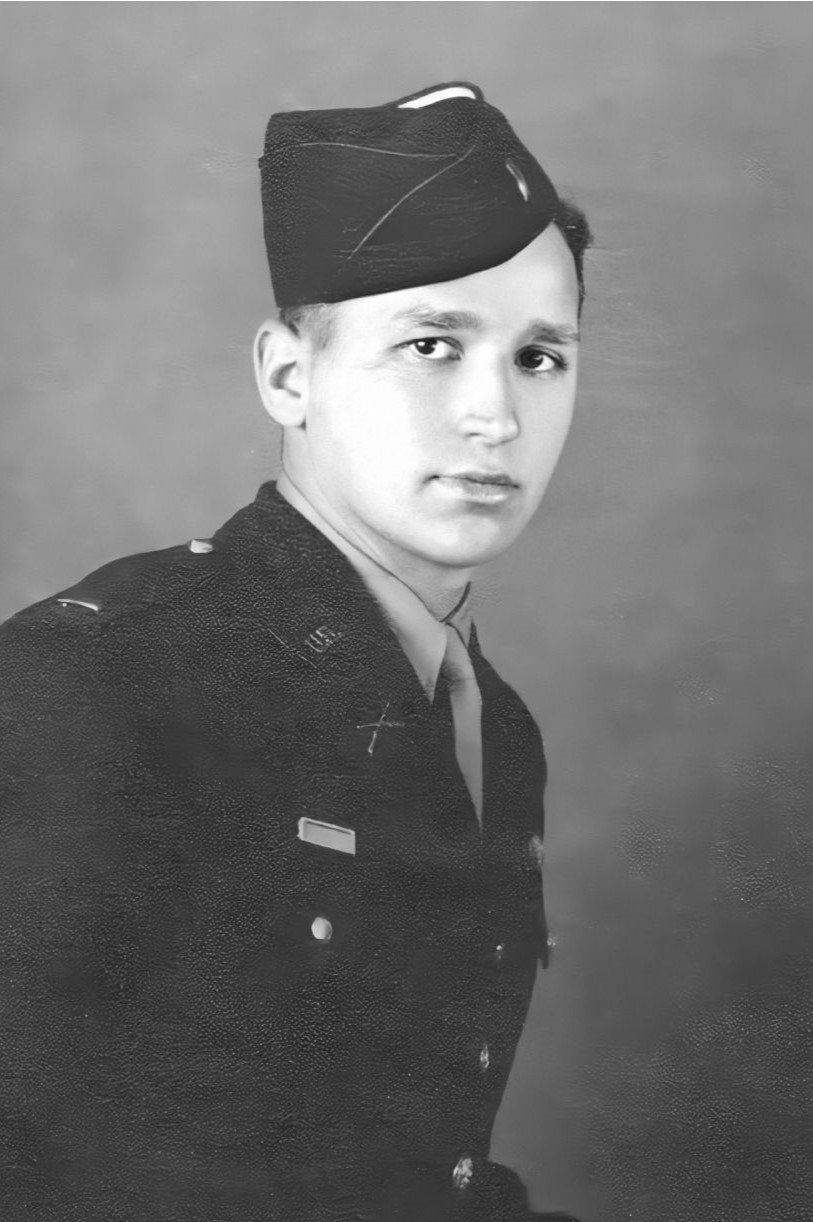
1stLt Edward Shames.
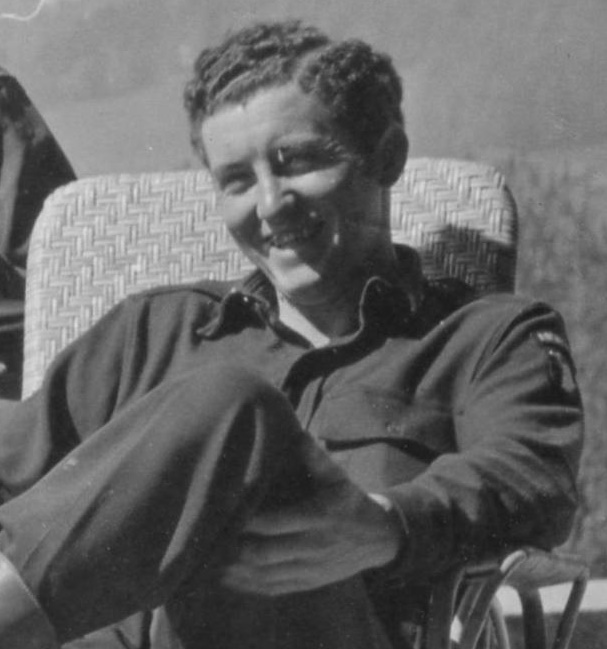
1stLt Harry Welsh.
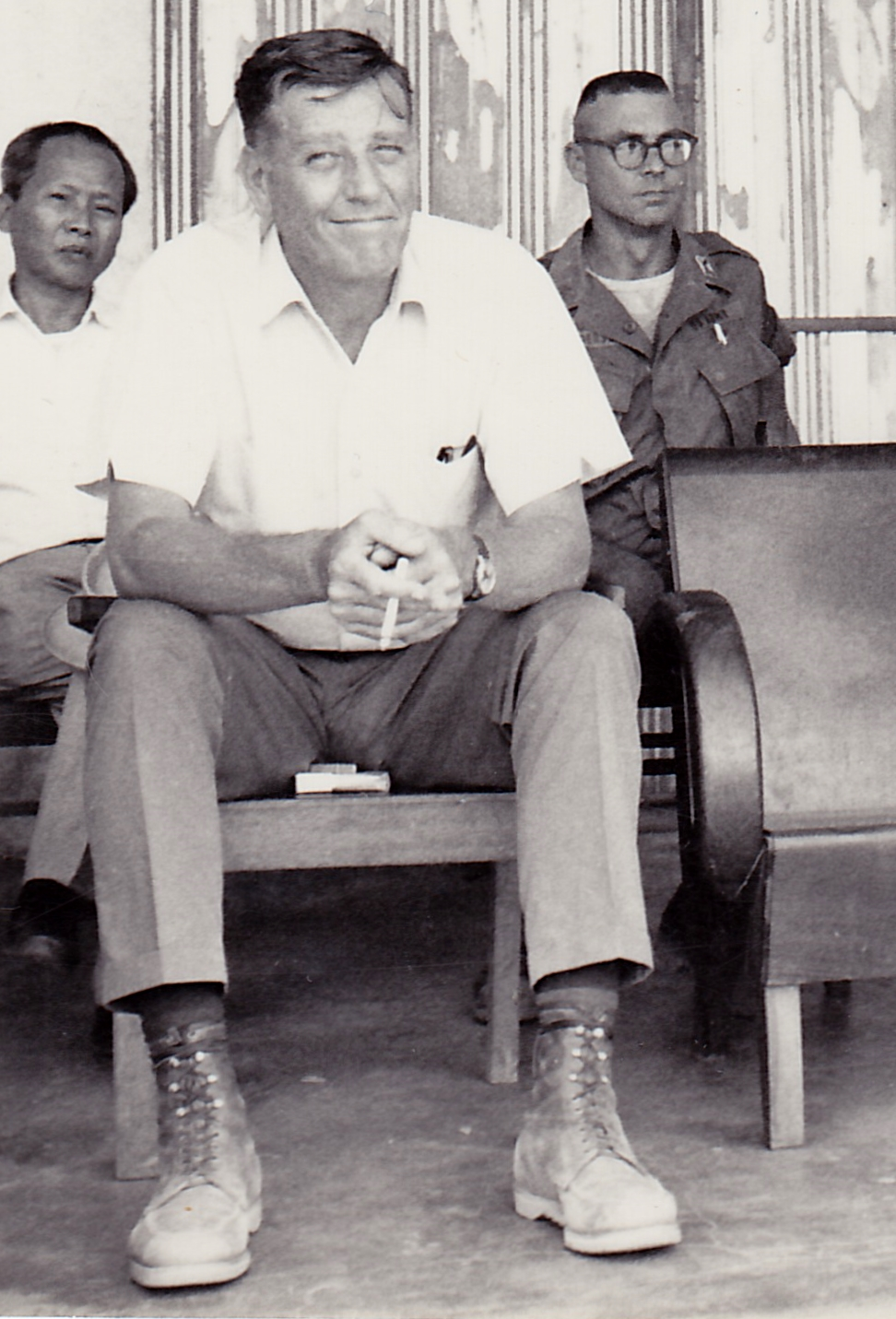
2ndLt Robert B. Brewer (en).
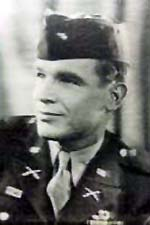
2ndLt Carwood Lipton.

- 1stLt Robert Mathews († D-Day)
- 2ndLt Thomas Peacock
- 2ndLt Harry Jones

### Sous-officiers

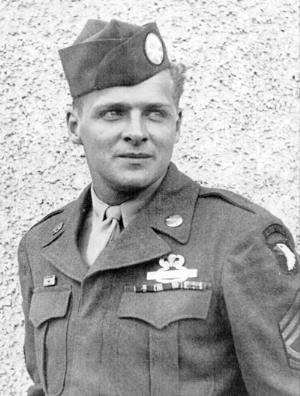
Technical Sergeant Donald Malarkey.
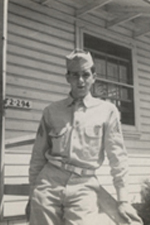
Staff Sergeant William "Bill" Guarnere.
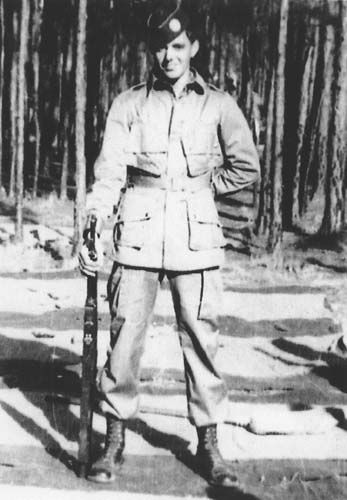
Staff Sergeant Darrel "Shifty" Powers.
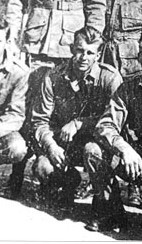
Staff Sergeant Charles "Chuck" Grant.
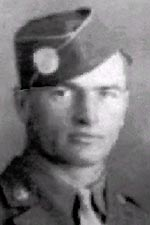
Staff Sergeant Joseph "Joe" Toye.
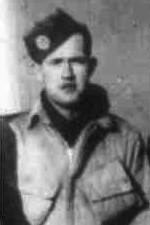
Staff Sergeant Denver "Bull" Randleman.
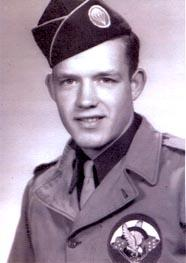
Staff Sergeant Floyd Talbert.
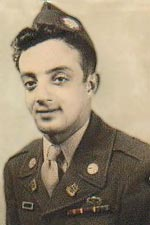
Technical Sergeant George Luz.
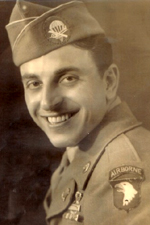
Technical Sergeant Franck Perconte.
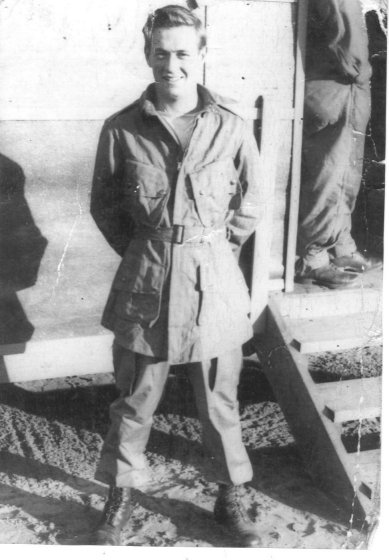
Sergeant Warren "Skip" Muck († Bastogne).

- Master Sergeant William Evans († D-Day)
- Technical Sergeant Burton "Pat" Christenson
- Staff Sergeant Earl "One-Lung" McClung
- Staff Sergeant Myron "Mike" Ranney
- Staff Sergeant Floyd Talbert
- Technical Sergeant Amos "Buck" Taylor
- Sergeant Terence "Salty" Harris
- Sergeant Clarence "Clancy" Lyall
- Sergeant Robert Mann
- Sergeant Richard Owen († D-Day)
- Sergeant Paul "Hayseed" Rogers
- Sergeant Benjamin Stoney († D-Day)
- Sergeant Elmer Murray Jr († D-Day)
- Sgt Carl Riggs († D-Day)
- Sergeant Murray Roberts († D-Day)
- Sergeant Alton More
- Sergeant Wayne Sisk
- Sergeant Robert Burr Smith
- Sergeant Robert "Popeye" Wynn

### Hommes du rang

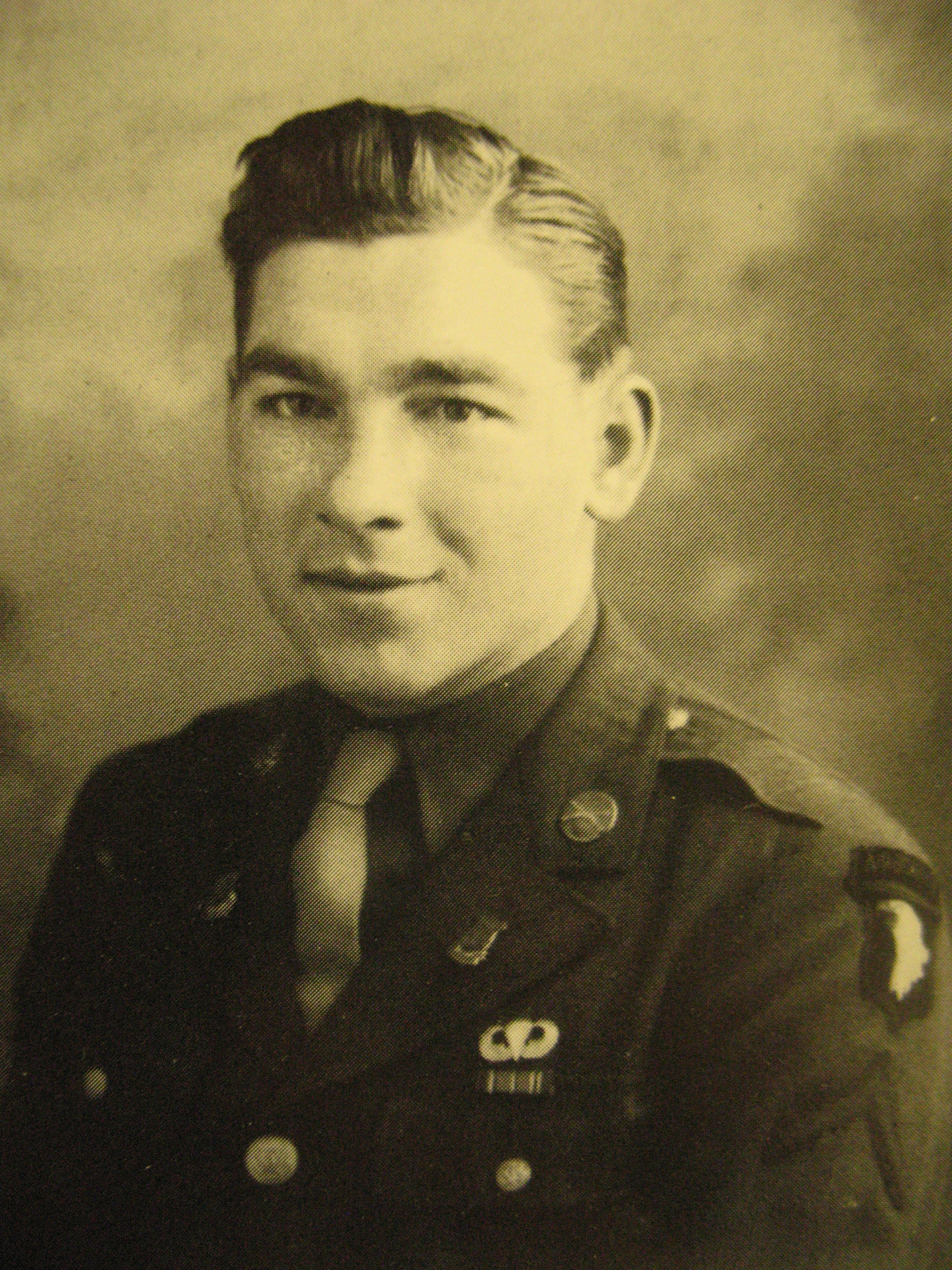
Corporal Forrest "Goody" Guth.
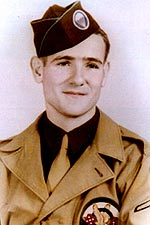
Corporal Walter "Smokey" Gordon.
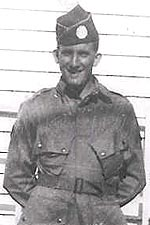
Corporal Donald Hoobler († Bastogne).
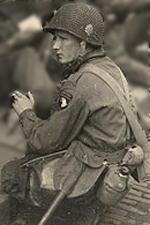
Corporal Joseph "Joe" Liebgott.
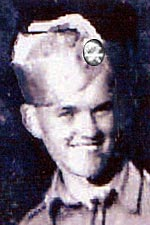
Corporal Alex Penkala († Bastogne).
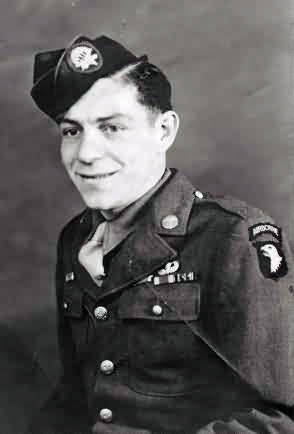
Technical 5th Grade Eugene "Doc" Roe.
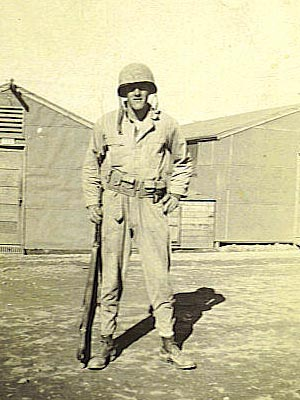
Private 1st Class Albert Blithe[12].
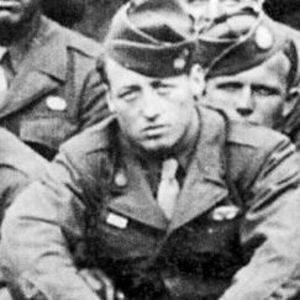
Private 1st Class Edward "Babe" Heffron.
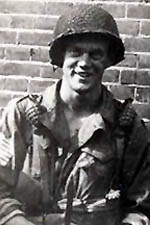
Private 1st Class David Kenyon Webster.
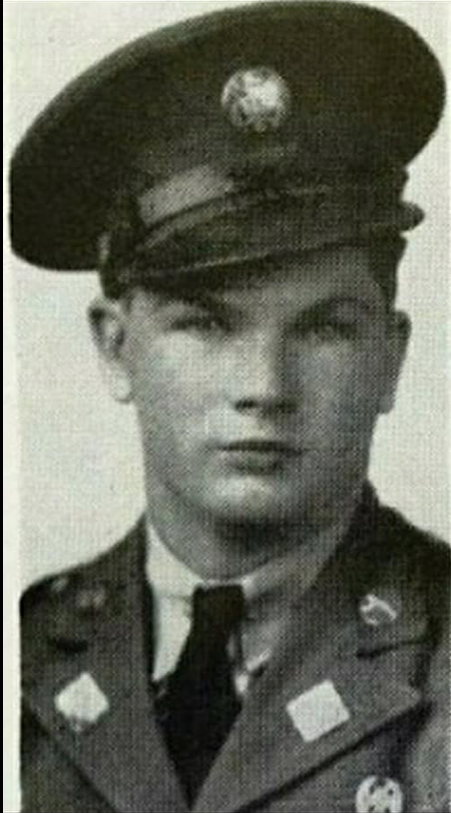
Private 1st Class Eugene Jackson

- Corporal Gordon Carson
- Corporal Herman Collins († D-Day)
- Corporal William Dukeman († Hollande)
- Corporal Dewitt Lowrey
- Corporal Francis Mellet († Foy)
- Corporal Jerry Wentzel († D-Day)
- Corporal Ralph Wimer († D-Day)
- Technical 5th Grade John McGrath
- Private 1st Class Walter Eggert
- Private 1st Class Gerald Flurrie
- Private 1st Class Bradford Freeman
- Private 1st Class Siles Harrelson
- Private 1st Class Walter Hendrix
- Private 1st Class John Janovek († Autriche)
- Private 1st Class James McMahon
- Private 1st Class Edward Mauser
- Private 1st Class Edwin Pepping
- Private 1st Class Garland Smith
- Private 1st Class Georges Smith
- Private 1st Class Edward Tipper
- Private Leo Boyle
- Private Roy Cobb
- Private Georges Elliot († D-Day)
- Private John Eubanks
- Private Antonio Garcia
- Private William Garrard
- Private Thomas Harrel
- Private Lester Hashey
- Private Harold Hayes († Bastogne)
- Private A.P Herron († Foy)
- Private Richard Hughes († Bastogne)
- Private Eugene Jackson († Haguenau)
- Private Joseph Jordan († D-Day)
- Private John Julian († Bastogne)
- Private Joseph Lesnewski
- Private John Lynch
- Private Carl McCauley
- Private William McGonigal Jr († D-Day)
- Private Joachim Melo
- Private James Miller († Nuenen)
- Private John Miller († D-Day)
- Private Sergio Moya († D-Day)
- Private Patrick Neil († Bastogne)
- Private Ernest Oats († D-Day)
- Private Patrick O'Keefe
- Private Cleveland Petty
- Private David Pierce
- Private Joseph Ramirez
- Private Charles Rhinhardt
- Private Carl Sawosko († Foy)
- Private John Sheeley
- Private John Shindell († Bastogne)
- Private John Smith
- Private Gerald Snider († D-Day)
- Private Ralph Spina
- Private Ralp Stafford
- Private Elmer Telstad († D-Day)
- Private Robert Van Klinken († Nuenen)
- Private Allen Vest
- Private Thomas Warren († D-Day)
- Private Harold Webb († Foy)
- Private Kenneth Webb († Foy)

## Décorations
- Presidential Unit Citation - Au sein de la 101e Airborne pour les opérations en Normandie et à Bastogne.